# Mesterholdenes Europa Cup finale 1957
Mesterholdenes Europa Cup finale 1957 var en fodboldkamp der blev spillet den 30. maj 1957. Kampen blev spillet foran 124.000 tilskuere på Santiago Bernabéu i den spanske hovedstad Madrid, og skulle finde vinderen af Mesterholdenes Europa Cup 1956-57. De deltagende hold var spanske Real Madrid og italienske Fiorentina, og spanierne havde derfor hjemmebane. 
Det var kulminationen på den anden udgave af Europa Cuppen siden etableringen af Europas fineste turnering for klubhold i 1955. Det var anden gang at Real Madrid var nået frem til finalen, og vundet dem alle. Det var Fiorentinas første europæiske finale.
Real Madrid vandt kampen 2-0 på to mål scoret i 2. halvleg af Alfredo Di Stéfano og Francisco Gento.
Kampen blev ledet af den hollandske dommer Leo Horn.

## Kampen

### Detaljer
| 30. maj 1957 17:30 |

| Real Madrid                       | 2 – 0   | Fiorentina |
| --------------------------------- | ------- | ---------- |
| Di Stéfano 69' (str.) · Gento 75' | Rapport |            |

| Santiago Bernabéu, Madrid Tilskuere: 124.000 Dommer: Leo Horn (Holland) |

| Real Madrid | Fiorentina |

|                          |    |                    |  |
|                          |    |                    |  |
| MÅ                       | 1  | Juan Alonso        |  |
| FO                       | 2  | Manuel Torres      |  |
| FO                       | 5  | Marquitos          |  |
| FO                       | 3  | Rafael Lesmes      |  |
| FO                       | 4  | Miguel Muñoz (a)   |  |
| MI                       | 6  | José María Zárraga |  |
| MI                       | 7  | Raymond Kopa       |  |
| MI                       | 8  | Enrique Mateos     |  |
| MI                       | 9  | Alfredo Di Stéfano |  |
| AN                       | 10 | Héctor Rial        |  |
| AN                       | 11 | Francisco Gento    |  |
| Træner:                  |    |                    |  |
| José Villalonga Llorente |    |                    |  |

| MÅ                | 1  | Giuliano Sarti     |
| FO                | 2  | Ardico Magnini     |
| FO                | 3  | Alberto Orzan      |
| FO                | 4  | Sergio Cervato (a) |
| FO                | 5  | Aldo Scaramucci    |
| MI                | 6  | Armando Segato     |
| MI                | 7  | Julinho            |
| MI                | 8  | Guido Gratton      |
| MI                | 9  | Giuseppe Virgili   |
| AN                | 10 | Miguel Montuori    |
| AN                | 11 | Maurilio Prini     |
| Træner:           |    |                    |
| Fulvio Bernardini |    |                    |